# Ilha da Cotinga

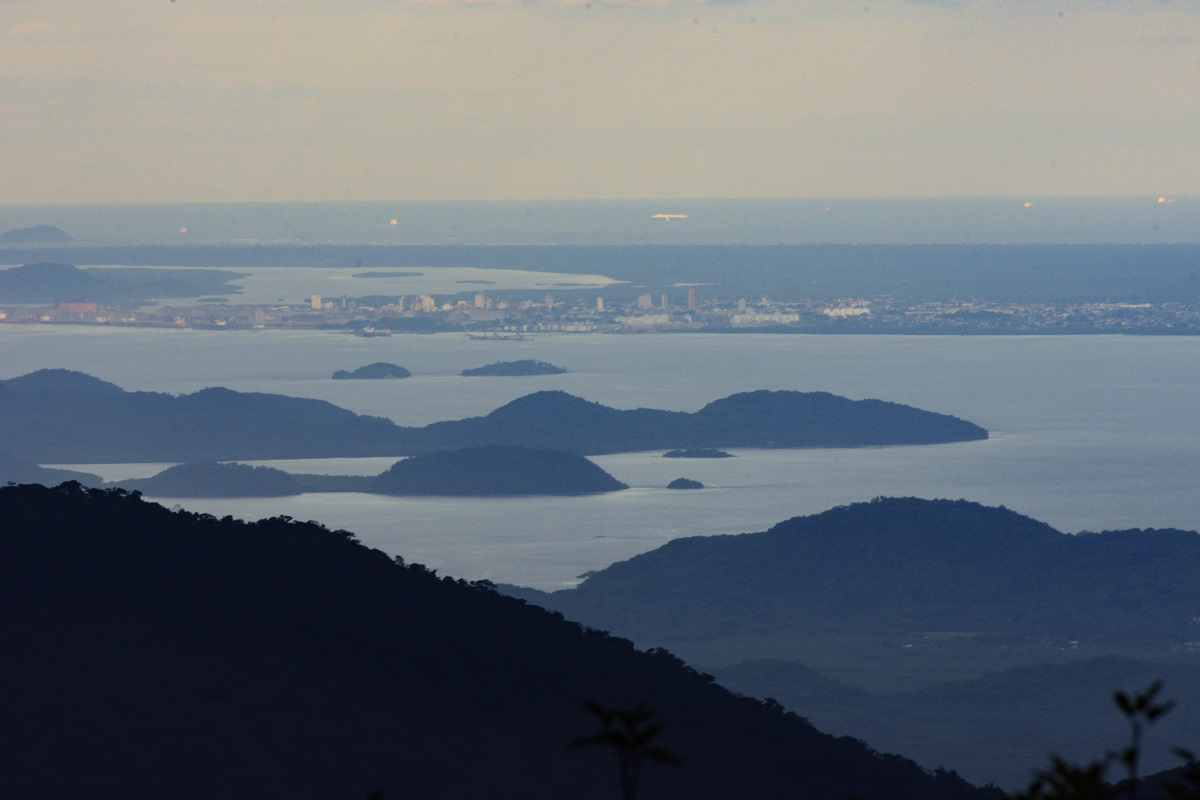
Vista da Baía de Paranaguá e Ilha da Cotinga.

A Ilha da Cotinga é um acidente geográfico brasileiro localizado na baía de Paranaguá e ao norte da cidade de Paranaguá, no Paraná. A ilha é acessada somente através de barcos. É considerado o primeiro território paranaense habitado, ou seja, o marco zero do Paraná, pois quando do início da ocupação do estado, os primeiros colonizadores vindos de São Paulo com a intenção de chegar em Paranaguá, ali se estabeleceram com receio dos índios carijós e Mbyá Guarani que dominavam a região.
A ilha é um ponto turístico, podendo ser encontrado resquícios, ruínas e vestígios do início da civilização paranaense e os nativos são índios Mbyá Guarani, que até hoje habitam o local.
Em 1677 foi construída uma capela, a Igreja de Nossa Senhora das Mercês, demolida em 1699 para se erigir a Igreja de São Benedito no continente. Em 1955 foi pedida a reconstrução da antiga ermida e em 17 de março do mesmo ano realizou-se uma procissão marítima de retorno da antiga imagem de Nossa Senhora das Mercês, esculpida em pedra vinda de Portugal. No ano de 1993, a ermida foi finalmente reconstruída e inauguração no dia 25 de abril e em relação ao seu acesso, é feito através de uma rústica escada de pedra, formada por aproximadamente 365 degraus, proporcionando uma bela vista da cidade e do mar.